# Sicilia TV
Sicilia TV è una rete televisiva locale siciliana a carattere comunitario.
Viene fondata a Favara (Agrigento) da Libertino Sorce il 18 febbraio 1988 e nasce con il nome di TVS ERAL. Qualche tempo dopo assume il nome di TVS FAVARA (nome omonimo alla società cooperativa che diviene proprietaria dell'emittente). È solo successivamente che prende l'attuale nome "SICILIA TV".

## Storia
Sicilia TV è sorta il 18 febbraio 1988, prima della famosa Legge Mammì.
Essa produce 15 edizioni quotidiane del telegiornale, un programma di intrattenimento, un programma aperiodico di attualità ed informazione, e la trasmissione dei principali avvenimenti politici, religiosi, agonistici oltre a dirette dei consigli comunali di Favara, spettacoli e collegamenti audio-video, produzioni e post-produzioni broadcast.